# Andrej Ivanovič Vjazemskij
Principe Andrej Ivanovič Vjazemskij, in russo Андрей Иванович Вяземский? (16 ottobre 1750 – Mosca, 20 aprile 1807), è stato un ufficiale russo.

## Biografia
Era il figlio di Ivan Andreevič Vjazemskij (1722-1798) e della principessa Marija Sergeevna Dolgorukova (1719-1786), nipote del vice-cancelliere Pëtr Pavlovič Šafirov.
È stato istruito nello spirito francese, conosceva il latino, parlava tedesco, inglese e francese.

## Carriera militare
Nel 1758, fu arruolato nell'esercito con il grado di sergente e a ottobre 1760 divenne aiutante di suo padre. Dal 1775 al 1778 è stato il comandante del reggimento di Vologda. A causa del pensionamento del padre, fu promosso a maggior generale (1779).
Dal 1782 al 1786 fece un lungo viaggio in Europa. Visitò la Svezia, Prussia, Sassonia, Francia, Italia, Inghilterra e altri paesi. Al suo ritorno venne promosso a tenente generale.
A Mosca, la sua casa era il luogo di incontrò di artisti come Nikolaj Michajlovič Karamzin, Jurij Aleksandrovič Neledinskij-Meleckij e Aleksandr Michajlovič Belosel'skij-Belozerskij. Ogni anno ordinava una grande quantità di libri dalla Francia, soprattutto filosofici e storici. La sua biblioteca era una delle più grandi di Mosca.

## Matrimonio
Dalla sua relazione con la contessa Elizaveta Karlovna Sievers (1746-1818) nacque una figlia:
- Ekaterina Andreevna (1780-1851), sposò Nikolaj Michajlovič Karamzin, ebbero nove figli;

Nel 1786, si sposò con l'irlandese Jenny Quinn O'Reilly (1762-1802), in seguito Evgenija Ivanovna Vjazemskaja, che incontrò durante il suo viaggio all'estero. Ebbero due figli:
- Ekaterina Andreevna (1789-1810), sposò Aleksej Grigor'evič Ščerbatov;
- Pëtr Andreevič (1792-1878).

## Morte
Morì il 20 aprile 1807, a Mosca. Fu sepolto nel Convento di Novodevičij.